# Enns- und Steyrtaler Flyschberge
Die Enns- und Steyrtaler Flyschberge sind eine Gebirgsgruppe der Nordalpen in Oberösterreich und liegen in der Region Eisenwurzen. Sie bilden eine von 41 Oberösterreichischen Raumeinheiten.

## Lage
Die Raumeinheit umfasst drei räumlich isolierte Teilbereiche die durch die Flüsse Enns und Steyr getrennt sind und in den Bezirken Kirchdorf und Steyr-Land liegen.
Die Fläche der Enns- und Steyrtaler Flyschberge beträgt rund 230 km². Der tiefste Bereich liegt bei rund 330 m ü. A. bei Steyr. Die höchste Erhebung des Gebiets ist der Spadenberg mit 1000 m ü. A., an der Landesgrenze zu Niederösterreich.
Folgende Gemeindegebiete liegen größtenteils in den Enns- und Steyrtaler Flyschbergen (beginnend im Norden): Sankt Ulrich bei Steyr, Garsten, Aschach an der Steyr, Waldneukirchen, Reichraming und Maria Neustift.
Die Raumeinheit ist von folgenden OÖ Raumeinheiten umgeben (Im Uhrzeigersinn, beginnend im Norden): Unteres Enns- und Steyrtal, Traun-Enns-Riedelland, Almtaler und Kirchdorfer Flyschberge und Enns- und Steyrtaler Voralpen. Die Raumeinheiten Steyr- und Teichltal sowie Ennstal teilen diese Raumeinheit in die drei Teilbereiche.

## Charakteristik
- Flysch-Bergland mit abgerundeten Kuppen zwischen 400 und 1000 m Seehöhe. Teilweise steile Hänge und tief eingeschnittene V-Täler.
- Natürliche Waldreste in steileren Hanglagen (Buchen-Tannen- und Eschen-Bergahornwälder), jedoch dominieren die Fichten. Vor allem die Höhenrücken und Nordhänge sind oft bewaldet.
- Nord-Süd verlaufende Flusstäler von Enns und Steyr mit dichtem Bachnetz samt naturnahen Oberläufen. Die größeren Bäche und Flüsse sind oft reguliert. Die Bachtäler und Gräben sind galeriewaldartig oder flächig bewaldet, dadurch stark landschaftsgliedernd.
- Kleinstrukturierte Landwirtschaft mit hohem Anteil an extensiv bewirtschaftetem Grünland, wobei der Ackerbau nur lokal in tieferen Lagen zu finden ist. Nutzungsaufgabe von Wiesen und Weiden in Steillagen, damit verbunden die Verarmung an naturnahen Kulturlandschaftselementen.
- Reich strukturiert (viele kleine Obstbaumwiesen, Gebüsche, Hecken, Kleinwälder und Baumreihen). Viele bedeutende Reste artenreicher Mager- und Fettwiesen im gesamten Gebiet in Steil- und Kuppenlagen.
- Vernässungspotential hoch, Anteil von Feuchtwiesen und Quellvernässungen infolge von Drainagierungen gering.
- Niederschlagsreiches (Ausläufer des Nordstaus) Naherholungsgebiet.
- Zunehmend Be- und Zersiedelung der Täler im Mittel- und Unterlauf. Überwiegend sind kleine, einzeln stehende Vierkanthöfe.